# Currie Cup First Division 2000
La Currie Cup First Division de 2000 fue la primera edición de la segunda división del rugby provincial de Sudáfrica.
El campeón fue el equipo de Blue Bulls quienes obtuvieron su primer campeonato.

## Sistema de disputa
El torneo se disputó en formato liga donde cada equipo se enfrentó a los equipos restantes, luego los mejores cuatro clasificados disputaron semifinales y final.

## Clasificación
| Pos. | Equipo           | Encuentros | Encuentros | Encuentros | Encuentros | Tantos | Tantos | Tantos | PB | PB | Puntos |
| Pos. | Equipo           | PJ         | PG         | PE         | PP         | F      | C      | Dif    | BO | BD | Puntos |
| ---- | ---------------- | ---------- | ---------- | ---------- | ---------- | ------ | ------ | ------ | -- | -- | ------ |
| 1.º  | Mighty Elephants | 5          | 4          | 0          | 1          | 214    | 157    | +57    | 5  | 0  | 21     |
| 2.º  | Blue Bulls       | 5          | 3          | 0          | 2          | 205    | 178    | +27    | 4  | 2  | 18     |
| 3.º  | Falcons          | 5          | 3          | 0          | 2          | 128    | 131    | -3     | 3  | 1  | 16     |
| 4.º  | Leopards         | 5          | 2          | 0          | 3          | 166    | 170    | -4     | 4  | 2  | 14     |
| 5.º  | Border Bulldogs  | 5          | 2          | 0          | 3          | 122    | 166    | -44    | 2  | 1  | 11     |
| 6.º  | Griffons         | 5          | 1          | 0          | 4          | 176    | 209    | -33    | 4  | 1  | 9      |

|  | Semifinalistas. |

### Semifinales
| 14 de octubre | Blue Bulls | 57 - 27 | Falcons | Loftus Versfeld, Pretoria |  |

| 14 de octubre | Mighty Elephants | 39 - 21 | Leopards | EPRU Stadium, Port Elizabeth |  |

### Final
| 20 de octubre | Mighty Elephants | 20 - 41 | Blue Bulls | EPRU Stadium, Port Elizabeth |  |

| Bandera de Sudáfrica |
| Campeón Blue Bulls   |
| Primer título        |